# 佩斯

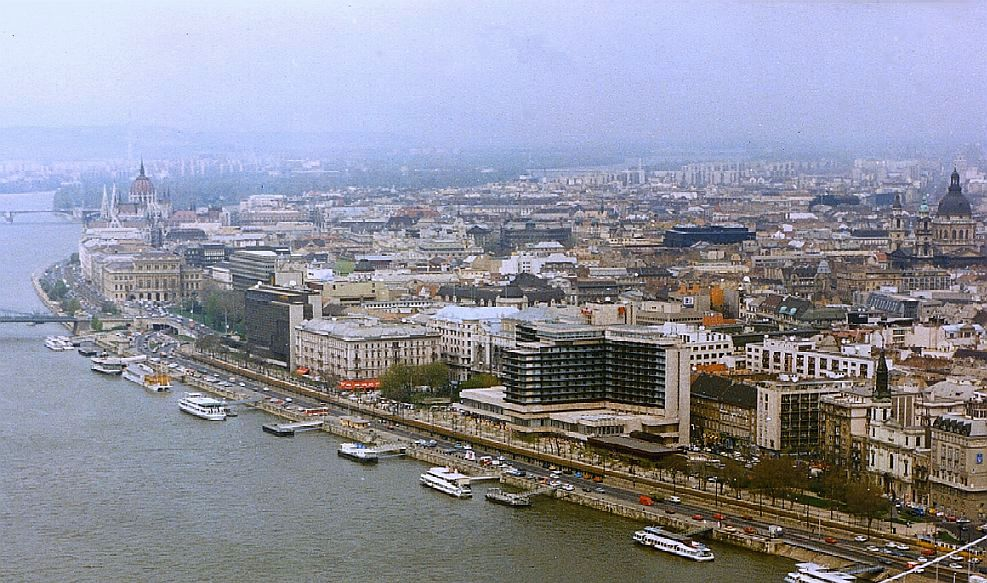
佩斯市區

佩斯（匈牙利語：Pest，發音：[ˈpɛʃt]）是匈牙利首都布达佩斯的东部地区，约占城市面积的三分之二，与城市的另一部分布达隔河相望。
布达佩斯内城、匈牙利国会大厦、英雄广场和安德拉什大街均位于佩斯。
47°30′N 19°06′E / 47.5°N 19.1°E